# Dirce (Bartolini)
La Dirce, anche nota come Baccante a riposo, è un'opera scultorea dello scultore italiano Lorenzo Bartolini, della quale esistono due versioni: la prima venne commissionata dal duca di Devonshire e si trova al castello di Chatsworth, mentre un'altra, più piccola, si trova al museo del Louvre di Parigi. Un modello in gesso si trova alla galleria dell'Accademia di Firenze.

## Storia
Bartolini realizzò dapprima un modello in gesso di quest'opera nell'attesa di tradurla nel marmo, quando il 27 aprile del 1824 William Cavendish, sesto duca di Devonshire, visitò il suo studio e, rimanendo stupito dalla figura sdraiata, ne richiese una versione marmorea. L'opera venne tradotta nel marmo tra il 1824 e il 1834, quindi venne inviata in Inghilterra, dove venne esposta nella galleria del duca.
Una prima riduzione in marmo venne acquisita dal conte francese Alexandre de Pourtalès-Gorgier e venne collocata nella sua residenza parigina, in rue Tronchet, assieme all'Ammostatore, un'altra creazione bartoliniana. Il 6 febbraio del 1865 la collezione di Pourtalès venne venduta e la Dirce venne acquistata dal banchiere Celso Furtado. Nel 1982 l'opera è entrata nelle collezioni del Louvre tramite il mercato d'arte.
Nel 1846, una seconda riduzione in marmo venne commissionata dalla contessa russa Sof'ja Golycina, al prezzo di 7000 franchi. Questa versione dell'opera venne poi spedita in Russia, ma se ne sono perse le tracce.

## Descrizione
L'opera ritrae una giovane nuda, sdraiata su un panno e inclinata sul fianco sinistro: si tratta di una baccante, visto che porta sul capo una coroncina di pampini e di grappoli d'uva. Con la mano destra ella regge un timpano, mentre un serpente striscia via dal suo braccio destro. La giovane alza la testa e porta una mano sul petto come in segno d'afflizione. La schiena della ragazza assume una forma serpentina in quanto il busto è rialzato.
Nella mitologia greca, Dirce era una donna che trattò come una schiava Antiope, nipote di suo marito Lico, re di Tebe. Per questo motivo, anni dopo, ella venne punita dai figli di costei, che la legarono a un toro furioso, il quale ne causò la morte. L'opera risente dell'influenza canoviana, dato che in precedenza il maestro di Possagno aveva scolpito un'opera ritraente proprio Dirce, distesa e seminuda, ma anche una Naiade del 1815 circa che presenta varie somiglianze con la statua bartoliniana.

## Galleria d'immagini

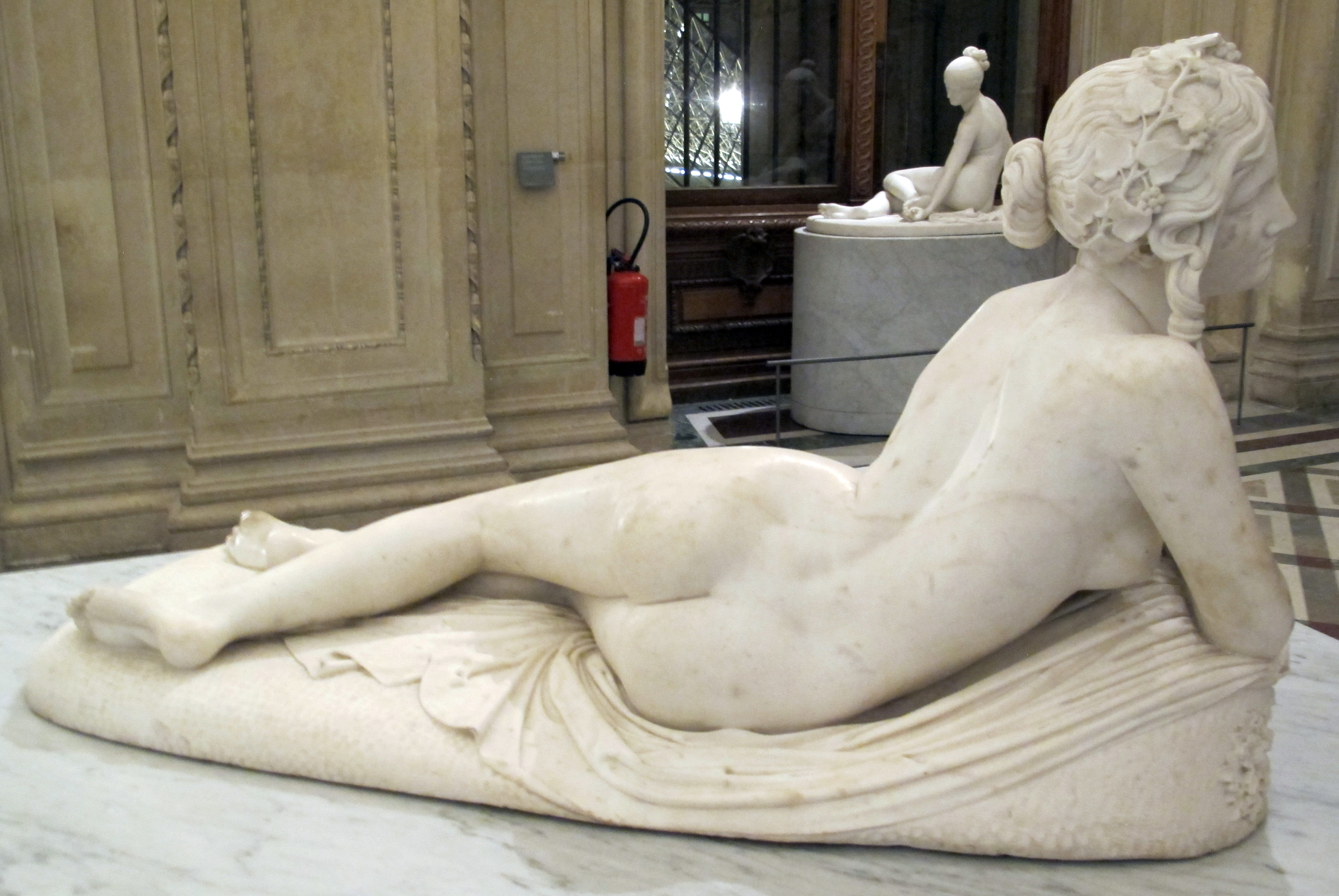
Vista posteriore
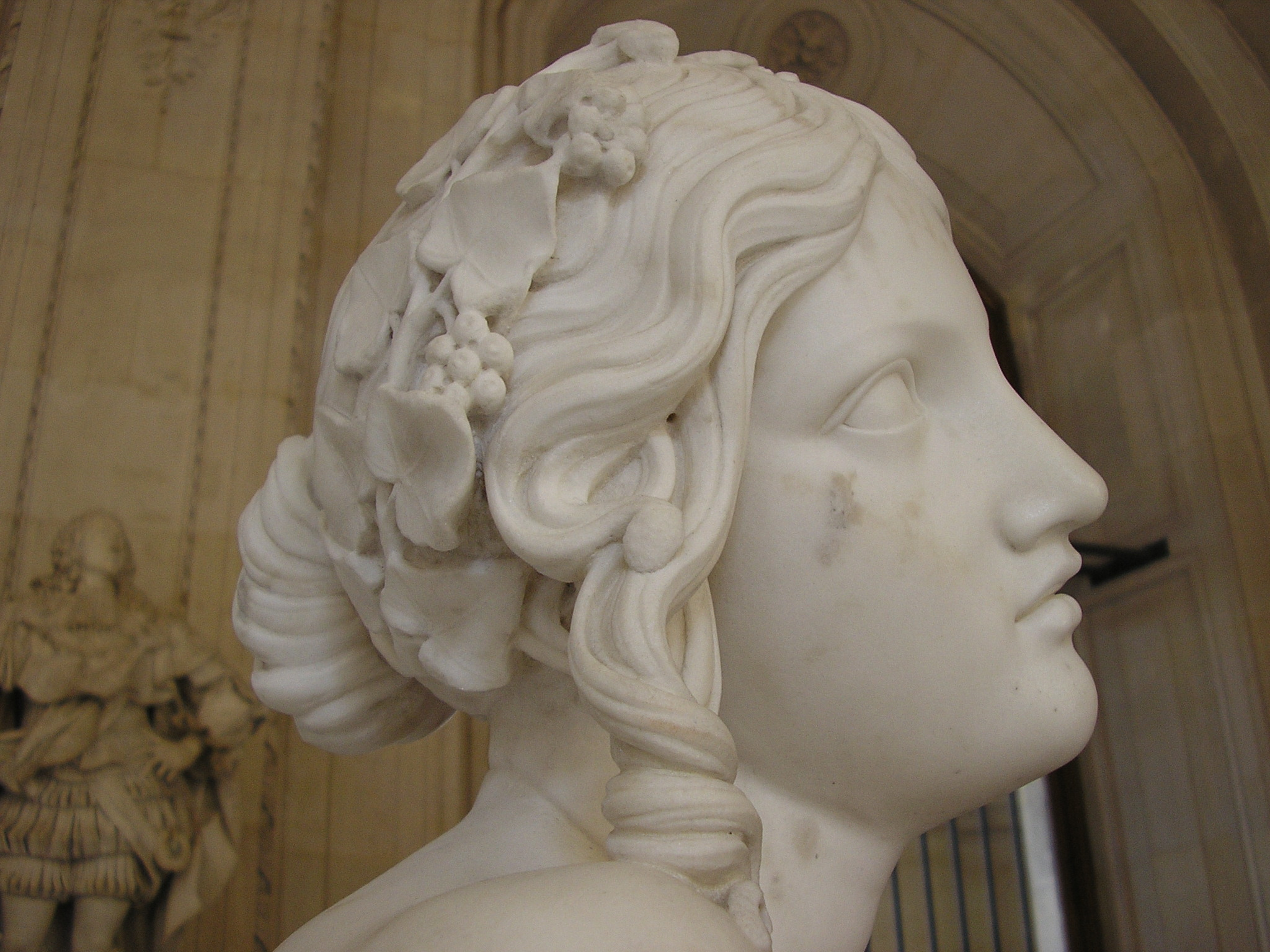
Dettaglio della capigliatura di Dirce
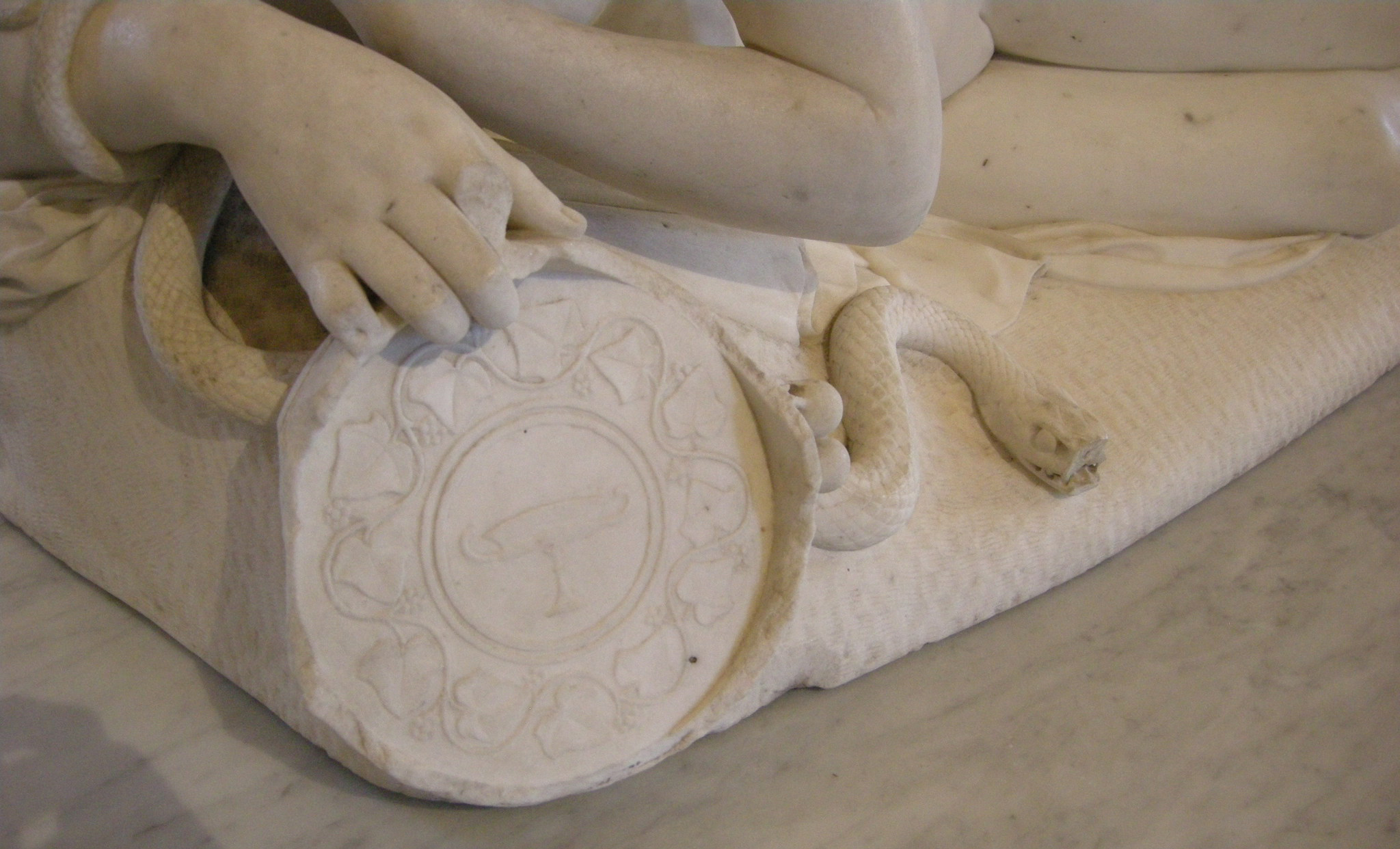
Dettaglio del timpano e del serpente